# Saint-Laurent-de-la-Barrière
Saint-Laurent-de-la-Barrière foi uma comuna francesa na região administrativa da Nova Aquitânia, no departamento de Charente-Maritime. Estendia-se por uma área de 8,28 km². Em 2010 a comuna tinha 97 habitantes (densidade: 11,7 hab./km²).
Em 1 de janeiro de 2018, passou a formar parte da nova comuna de La Devise.